# Stefan Knapp (Fußballspieler, 1957)
Stefan Knapp (* 21. Januar 1957 in Brühl / Baden) ist ein ehemaliger deutscher Fußballspieler.

## Karriere
Knapp begann seine Profikarriere in der Saison 1976/77 beim SV Waldhof Mannheim in der 2. Bundesliga. In Knapps siebter Saison bei Waldhof, der Saison 1982/83 errang er mit seinen Mannschaftskollegen – Uwe Zimmermann, Roland Dickgießer, Günter Sebert, Dieter Schlindwein, Dimitrios Tsionanis, Oskar Bauer, Wolfgang Böhni, Jürgen Fischer, Hans Hein, Alfred Schön, Ulf Quaisser, Pantelis Tsionanis, Karl-Heinz Bührer, Volker Kispert, Paul Linz, Jürgen Makan und Fritz Walter unter der Führung von Trainer Klaus Schlappner die Meisterschaft und den damit verbundenen Aufstieg in die Bundesliga. In den nächsten drei Jahren absolvierte Knapp 47 Bundesligaspiele, bevor er zum SV Sandhausen wechselte.